# Улагашев, Николай Улагашевич
Никола́й Улага́шевич Улага́шев (17 марта 1861 — 30 января 1946) — алтайский (тубаларский) сказитель-кайчи, ослепший в детстве.

## Биография
Николай Улагашев родился в местности Кам-Тыт урочища Сары-Кокша (ныне Чойский район Республики Алтай). В 16 лет ослеп. После этого стал странствовать по Алтаю и исполнять народные героические сказания. В 1937 году алтайский писатель Павел Васильевич Кучияк и московская фольклористка А. Л. Гарф начали записывать за ним фольклор.
Записанный от Улагашева фольклор составляет значительную часть собранного и опубликованного устного народного творчества алтайцев. В 1939 году в Ойрот-Туре вышла первая книга его произведений — «Алтайские сказки» (на алтайском языке). Исполнявшиеся Улагашевым сказания вошли в 6-томное издание «Алтай баатырлар» («Алтайские богатыри»). Его сказка «Уч кыс» ставилась на сцене Алтайского национального драматического театра.

## Награды
- орден «Знак Почёта» (31.01.1939)

## Память

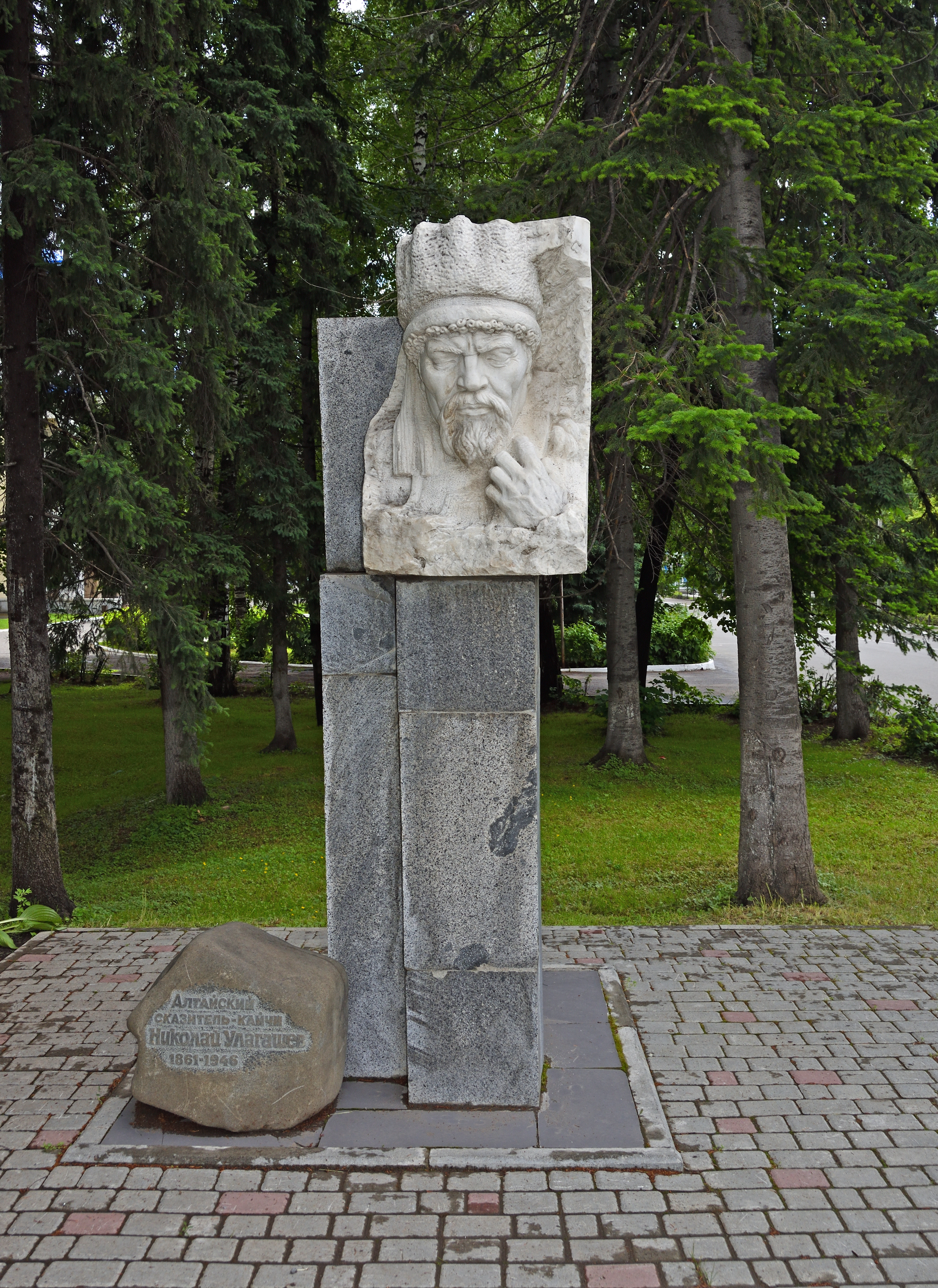
Памятник Н.У. Улагашеву в Горно-Алтайске

- В Горно-Алтайске Н. У. Улагашеву открыт памятник из белого мрамора.
- Его имя присвоено улицам в различных населённых пунктах Республики Алтай.
- В Горно-Алтайске ул. Кирпичная в марте 1961 года переименована в ул. Н. У. Улагашева.
- 150-летие со дня рождения Н. У. Улагашева широко отмечалось в Республике Алтай в 2011 году.
- 23 сентября 2010 года было принято решение создать музей им. Н. У. Улагашева как научный центр сохранения, изучения и популяризации культурного наследия народного сказителя. 17 марта 2013 года в селе Паспаул Чойского района Республики Алтай был открыт мемориальный музей Улагашева, филиал Национального музея Республики Алтай[1].